# Ernest Page
Ernest Page (Ernest Leslie „Ernie“ Page; * 27. September 1910 im London Borough of Lambeth; † 9. Dezember 1973 in Torquay) war ein britischer Sprinter.
1930 gewann er für England startend bei den British Empire Games in Hamilton Silber über 100 Yards. Bei den Olympischen Spielen 1932 in Los Angeles erreichte er über 100 m das Viertelfinale und kam mit dem britischen Team in der 4-mal-100-Meter-Staffel auf den sechsten Platz.
Bei den Leichtathletik-Europameisterschaften 1938 in Paris schied er über 100 m im Halbfinale aus und gewann mit der britischen 4-mal-100-Meter-Stafette Bronze.
1931 wurde er Englischer Meister über 100 Yards, 1938 Englischer Hallenmeister über 70 Yards.

## Persönliche Bestzeiten
- 100 Yards: 9,8 s, 1931
- 100 m: 10,7 s, 1931
- 200 m: 21,6 s, 22. August 1937, Colombes